# Lionel Corporation
A Lionel Corporation, popularmente conhecida como Lionel Trains, fundada em 1900 em Nova York, por Joshua Lionel Cowen e Harry C. Grant, foi uma revendedora e fabricante de brinquedos que permaneceu no ramo entre 1900 e 1993.

## Histórico
A Lionel se especializou em vários produtos ao longo de sua existência, mas trens de brinquedo e ferromodelismo foram os produtos que a tornaram famosa.
Os trens da Lionel, produzidos entre 1900 e 1969, obtiveram admiração dos ferromodelistas de todo o mundo, pela solidez de sua construção e a fidelidade aos detalhes do protótipo original. Durante o seu auge, na década de 1950, a companhia chegou a obter um faturamento de $ 25 milhões por ano.
Em 2006, um trem elétrico da Lionel, juntamente com o forno (funcional) de brinquedo "Easy-Bake Oven" foram os primeiros dois brinquedos elétricos a entrar no "National Toy Hall of Fame".
A Lionel permanece como a marca mais duradoura do ramo do ferromodelismo nos Estados Unidos, e seus produtos são muito valorizados pelos colecionadores. Atualmente, a Lionel, LLC detém o controle de todas as marcas e direitos sobre os produtos associados ao nome "Lionel Corporation"; não existe, no entanto, nenhuma ligação direta entre as duas companhias.